# Кельи (Московская область)
Кельи — деревня в Лотошинском районе Московской области России.
Относится к сельскому поселению Микулинское, до реформы 2006 года относилась к Савостинскому сельскому округу. По данным Всероссийской переписи 2010 года численность постоянного населения составила 23 человека (8 мужчин, 15 женщин).

## География
Расположена в юго-восточной части сельского поселения, на правом берегу реки Лоби, впадающей в Шошу, примерно в 11 км к северо-востоку от районного центра — посёлка городского типа Лотошино. Ближайшие населённые пункты — село Щеглятьево, деревни Паршино и Волково. Автобусное сообщение с пгт Лотошино.

## Исторические сведения
При межевании 1770 года и на плане Генерального межевания 1784 года — деревня Келья.
По сведениям 1859 года Кельи — казённая деревня 2-го стана Волоколамского уезда Московской губернии по правую сторону Старицко-Зубцовского тракта от города Волоколамска до села Ярополча (до левого берега реки Ламы), при реке Лоби, в 40 верстах от уездного города, с 55 дворами и 358 жителями (163 мужчины, 195 женщин).
До 1929 года входила в состав Ошейкинской волости. По материалам Всесоюзной переписи населения 1926 года — центр Кельевского сельсовета, в деревне проживало 345 человек (159 мужчин, 186 женщин), насчитывалось 73 хозяйства, имелась школа.

## Население
| 1852 | 1859 | 1926 | 2002 | 2006 | 2010 |
| ---- | ---- | ---- | ---- | ---- | ---- |
| 362  | ↘358 | ↘345 | ↘12  | ↘6   | ↗23  |